# Rancennes
Rancennes är en kommun i departementet Ardennes i regionen Grand Est (tidigare regionen Champagne-Ardenne) i nordöstra Frankrike. Kommunen ligger  i kantonen Givet som ligger i arrondissementet Charleville-Mézières. År 2022 hade Rancennes 707 invånare.

## Befolkningsutveckling
Antalet invånare i kommunen Rancennes
Referens: INSEE